# Baptiste Herbin
Baptiste Herbin (* 17. August 1987 in Chartres) ist ein französischer Jazzmusiker (Sopran-, Alt- und  Tenorsaxophon, Komposition).

## Leben und Wirken
Herbin wuchs im Département Eure-et-Loir auf. Seit seinem sechsten Lebensjahr nahm er klassischen Klavierunterricht. Mit elf Jahren begann er das Saxophonspiel. Ab 2005 studierte er in Paris am Conservatoire national supérieur de musique in der Klasse von Riccardo Del Fra. Er spielte seit dieser Zeit mit verschiedenen Musikern der Pariser Jazzszene und nahm 2007 mit dem Vibraphonisten Bruno Thieblemont dessen Album Septième Couleur auf.
2012 spielte Herbin sein erstes Album, Brother Stoon, als Leader ein. Dabei wurde er begleitet von Jean Toussaint (Saxophon), Pierre de Bethmann (Klavier), Sylvain Romano (Bass) sowie André Ceccarelli (Schlagzeug und Perkussion). Seinem Album Dreams and Connections (2018) folgte 2019 Vista Chinesa. Im Duo mit Richard Manetti entstand On Air (2023). In seinem Trio mit Sylvain Romano und André Ceccarelli veröffentlichte er das Album Django! (2024). Gemeinsam mit Jon Gordon, Géraldine Laurent und Pierrick Pédron erschien im selben Jahr das kollaborative Album Altesques.
Herbin ist zudem an Aufnahmen von Aldo Romano, Keith Brown, Essiet Okon Essiet, Francis Lockwood und Leïla Olivesi beteiligt. 2018 wurde er mit dem Prix Django Reinhardt ausgezeichnet.